# Écluse de Weston

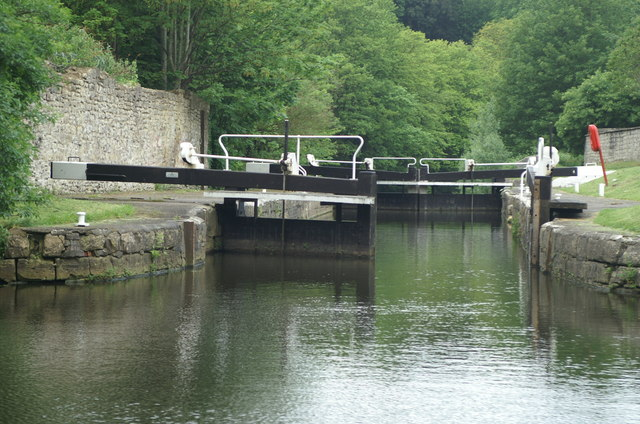
Écluse de Weston

L’écluse de Weston est située sur la rivière Avon, à la périphérie ouest de Bath, en Angleterre, dans ce qui constitue maintenant Newbridge, banlieue de Bath.
La coupe Weston est un canal artificiel, inauguré en 1727, pour permettre aux bateaux d'approcher et de passer par l’écluse de Weston. Sa réalisation a créé une île entre la coupe et le déversoir de la rivière, qui est devenu connu sous le nom de l'île du néerlandais (Dutch island) d’après le propriétaire de l'usine de laiton établie sur le bord de la rivière au début du XVIIIe siècle.